# Svartdrongo
Svartdrongo (Dicrurus macrocercus) är en fågel i familjen drongor inom ordningen tättingar.

## Utseende
Svartdrongon är en helsvart fågel med en kroppslängd på 28 centimeter inklusive den långa, kluvna stjärten. Jämfört med andra närbesläktade arter är blåsvartglänsande på undersidan samt har en arttypisk liten vit fläck mellan näbben och ögat. Ungfågeln är matt svart under med tydliga vita bräm på buken.

## Utbredning och systematik
Svartdrongo delas in i sju underarter med följande utbredning:
- Dicrurus macrocercus albirictus – förekommer från sydöstra Iran till Afghanistan och norra Indien
- Dicrurus macrocercus macrocercus – förekommer på Indiska halvön
- Dicrurus macrocercus minor – förekommer på Sri Lanka
- Dicrurus macrocercus cathoecus – häckar i centrala och östra Kina, Myanmar, norra Thailand och norra Indokina; nordliga populationer flyttar söderut till sydöstra Kina, Indokina, Malackahalvön, nordvästra Borneo och Sumatra
- Dicrurus macrocercus thai – förekommer i södra Burma, södra Thailand och södra Vietnam
- Dicrurus macrocercus harterti – förekommer på Taiwan
- Dicrurus macrocercus javanus – förekommer på Java och Bali

Svartdrongon är även införd till ön Guam i Stilla havet. Arten har tillfälligt påträffats på Koreahalvön samt i Mellanöstern i Iran, Oman och Förenade arabemiraten.

## Status
Artens population har inte uppskattats och dess populationstrend är okänd, men utbredningsområdet är relativt stort. Internationella naturvårdsunionen IUCN anser inte att den är hotad och placerar den därför i kategorin livskraftig.

## Bilder

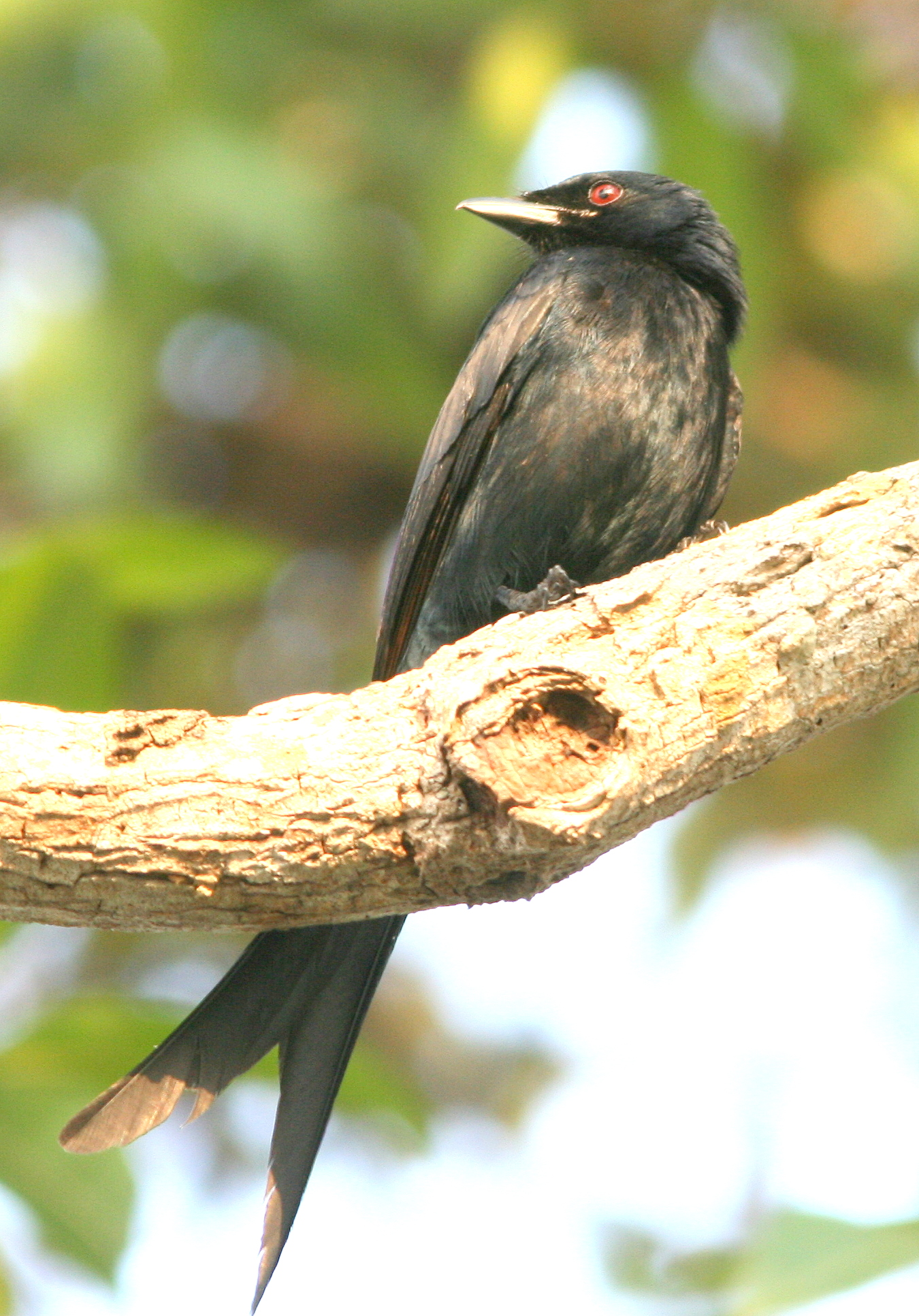
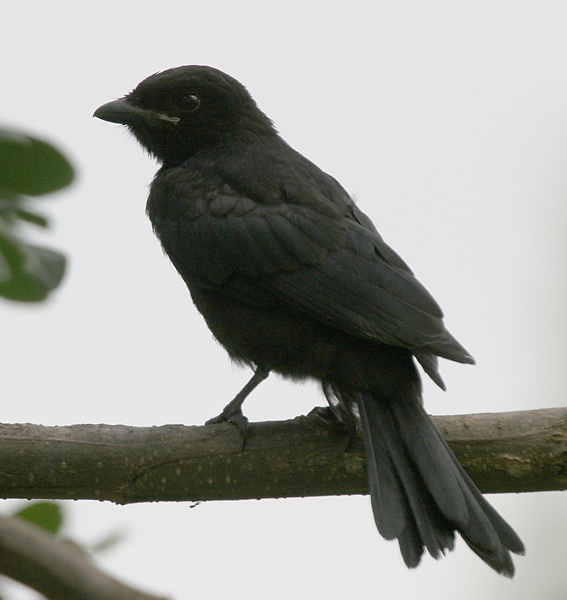
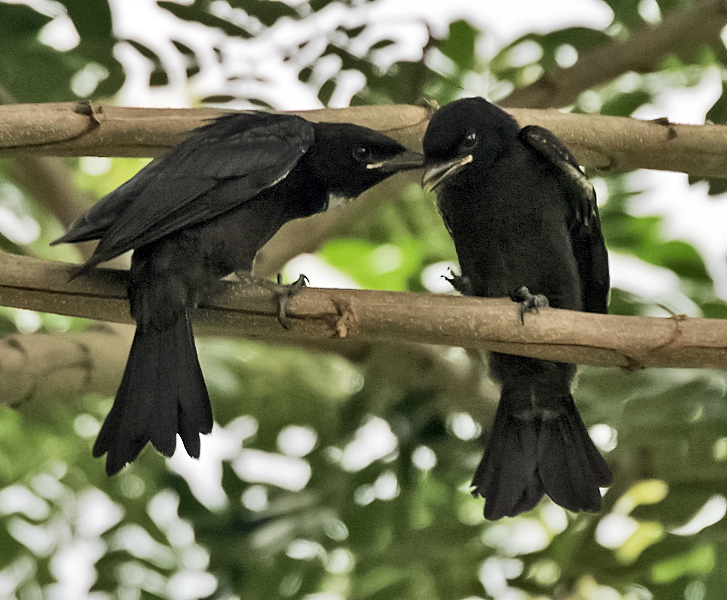
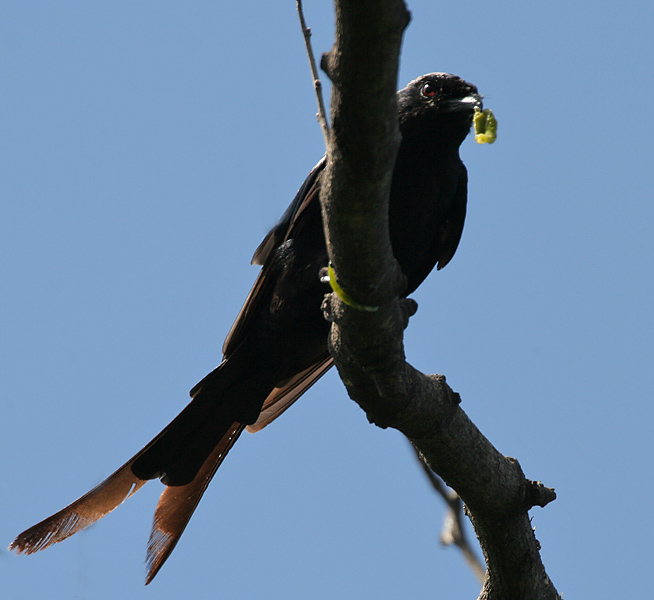